# Central nuclear de Cofrents
La central nuclear de Cofrents és una central nuclear de generació elèctrica del tipus BWR-6 situada en Cofrents (Vall de Cofrents, País Valencià). Va entrar en servei el 14 d'octubre de 1984 amb una potència instal·lada de 992 MWe. Mitjançant millores introduïdes s'ha aconseguit ampliar la potència progressivament, primer fins al 110% (1.092 MWe), i després fins al 111,85% actual, la qual cosa equival a 1.110 MWe, permetent proveir pràcticament tot el consum domèstic de les famílies del País Valencià.

## Construcció
La central es troba en el municipi de Cofrents, a uns 2 km al sud-est de la localitat. Està construïda en el marge dret del riu Xúquer, del que pren aigua per la refrigeració. Es troba a 61 km de València en línia recta (100 km per carretera) i a uns 3 km del volcà de Cofrents, que es considera generalment apagat, encara que la seua càmera magmàtica encara segueix alimentant la font del balneari de Hervideros.
El projecte de la central es va iniciar en març de 1973, al contractar-se amb General Electric l'equipament nuclear principal. El 6 de setembre d'aquest any li va ser concedida l'Autorització de Construcció, durant les obres fins a 1982. És propietat d'Iberdrola.
El reactor, del tipus BWR-6-Boiling Water Reactor (reactor d'aigua bullent de 6a generació), utilitza urani lleugerament enriquit, les fissions del qual generen energia en forma de calor. Aquesta calor eleva la temperatura de l'aigua, que s'usa per a refrigeració del nucli dins del circuit primari, alhora que es transforma en vapor que és usat directament en el circuit primari per moure la turbina a la qual està acoblat l'alternador.
La contenció és del tipus MARK-III, en la qual la contenció primària està formada pel pou sec, una piscina de supressió circular i la contenció metàl·lica. La contenció secundària la formen l'edifici auxiliar, l'edifici de combustible i l'edifici del reactor.

## Gestió, producció i contribució elèctrica
És propietat al 100% d'Iberdrola.
La central nuclear de Cofrents té una producció mitjana anual de gairebé 8.900 milions de kWh el que equival, aproximadament, al consum domèstic del País Valencià.
Durant 2010 va generar 9.549 milions de quilowatts funcionant ininterrompudament durant els 365 dies de l'any. Aquesta xifra va suposar gairebé el 5% de la producció nacional i una cobertura de més del 30% de la demanda energètica del País Valencià.
Durant 2011, la central nuclear de Cofrents va generar 7.900 milions de kWh que representen prop del 4,1% de la producció elèctrica nacional (dins del règim ordinari) i el 66% de la producció d'Iberdrola al País Valencià.
Percentualment, la central ha estat en servei en un 83% de la seua capacitat total, operant amb el generador acoblat a la xarxa elèctrica durant 7.564 hores l'any, havent realitzat una parada programada per dur a terme la 18a recàrrega de combustible.

## Historial de successos

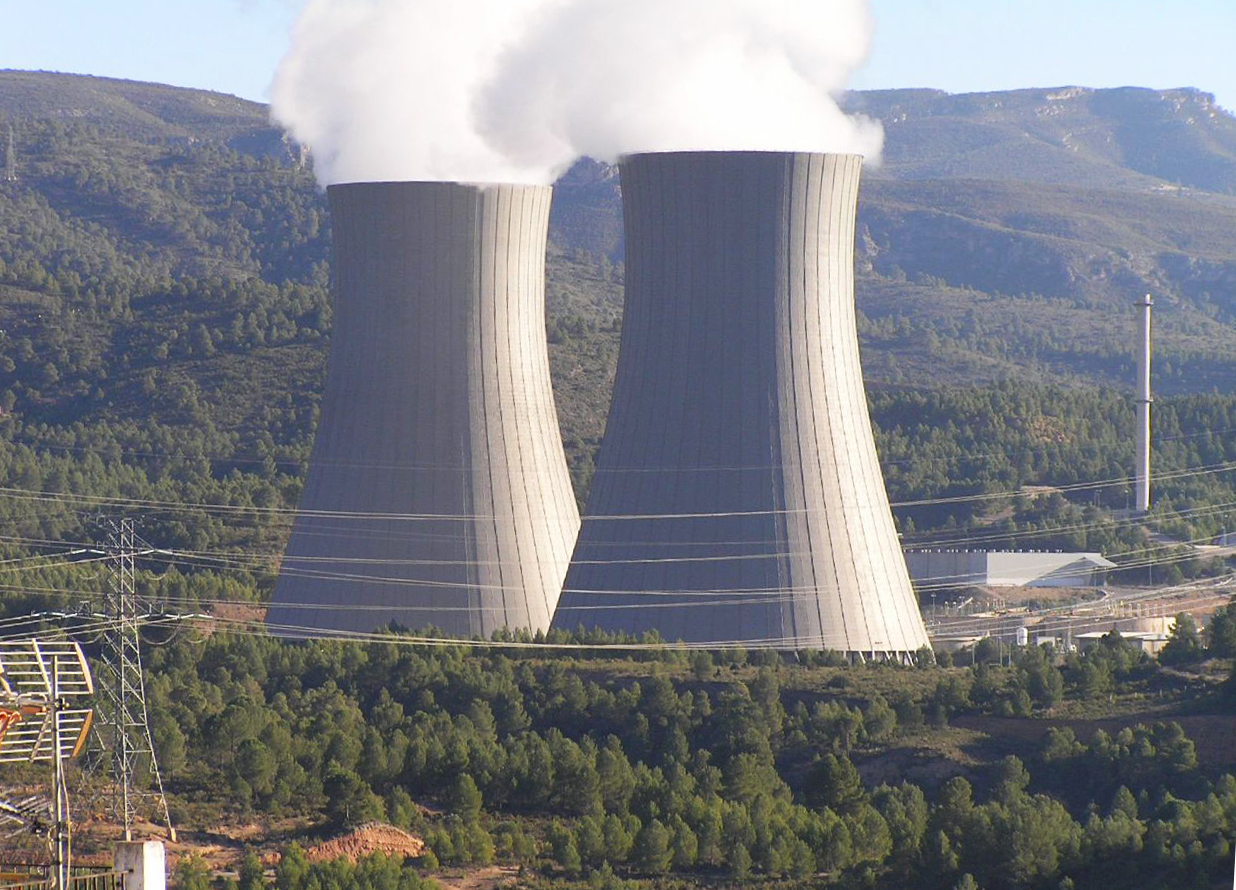
Torres de refrigeració de la central nuclear de Cofrents.

Des de 2001 fins al 10 de març de 2011, la central nuclear de Cofrents ha realitzat 25 parades no programades i ha notificat al Consell de Seguretat Nuclear (CSN) 102 successos de seguretat, tres d'ells de nivell 1 en l'Escala Internacional d'Accidents Nuclears. En els noranta, va registrar-ne tres de nivell 1, que es qualifiquen de 'anomalies'.
La següent taula recull els 103 successos notificats al CSN classificats en l'INES des del 2007 fins al 2023:
| Any  | Nivell INES | Nivell INES | Nivell INES | Nivell INES | Nivell INES | Nivell INES | Nivell INES | Nivell INES | Total |
| Any  | 0           | 1           | 2           | 3           | 4           | 5           | 6           | 7           | Total |
| ---- | ----------- | ----------- | ----------- | ----------- | ----------- | ----------- | ----------- | ----------- | ----- |
| 2023 | 8           | –           | –           | –           | –           | –           | –           | –           | 8     |
| 2022 | 8           | –           | –           | –           | –           | –           | –           | –           | 8     |
| 2021 | 5           | 1           | –           | –           | –           | –           | –           | –           | 6     |
| 2020 | 1           | –           | –           | –           | –           | –           | –           | –           | 1     |
| 2019 | 2           | –           | –           | –           | –           | –           | –           | –           | 2     |
| 2018 | 5           | –           | –           | –           | –           | –           | –           | –           | 5     |
| 2017 | 10          | 1           | –           | –           | –           | –           | –           | –           | 11    |
| 2016 | 1           | –           | –           | –           | –           | –           | –           | –           | 1     |
| 2015 | 5           | –           | –           | –           | –           | –           | –           | –           | 5     |
| 2014 | 2           | –           | –           | –           | –           | –           | –           | –           | 2     |
| 2013 | 8           | –           | –           | –           | –           | –           | –           | –           | 8     |
| 2012 | 4           | –           | –           | –           | –           | –           | –           | –           | 4     |
| 2011 | 10          | –           | –           | –           | –           | –           | –           | –           | 10    |
| 2010 | 6           | 1           | –           | –           | –           | –           | –           | –           | 7     |
| 2009 | 6           | –           | –           | –           | –           | –           | –           | –           | 6     |
| 2008 | 9           | –           | –           | –           | –           | –           | –           | –           | 9     |
| 2007 | 10          | –           | –           | –           | –           | –           | –           | –           | 10    |

### 2002
En 2002 va sofrir dos successos notificables consecutius durant la parada de recàrrega.

### 2005
El 21 de setembre de 2005 es va comprovar que durant almenys 2 hores, en produir-se una petita pèrdua d'una mànega en els treballs de condicionament de l'evaporador de detergents, dins de l'edifici de Residus de la Central, es va mesurar una taxa de dosi de 0,03 mSv/h en una zona classificada com a controlada (límit 0,025 mSv/h). El succés no va tenir cap incidència en els treballadors ni en el medi ambient.

### 2006
A partir del 3 de novembre de 2006 va entrar en vigor la Instrucció IS-10 del Consell de Seguretat Nuclear, per la qual s'estableixen els criteris de notificació de successos al Consell per part de les centrals nuclears.
L'any 2006 el titular va notificar deu successos, tots ells van ser classificats com a nivell 0 en l'Escala Internacional d'Accidents Nuclears (INES).

### 2007
L'any 2007 es van notificar al CSN 15 successos. Tots ells van ser classificats com a nivell 0 en l'Escala Internacional d'Accidents Nuclears (INES).

### 2008
L'any 2008 el titular va notificar 11 successos. Tots ells van ser classificats com a nivell 0 en la INES.

### 2009
L'any 2009 es van notificar al CSN vuit successos. Tots ells van ser classificats com a nivell 0 (INES) amb excepció de la caiguda del sub-element combustible en la piscina d'emmagatzematge de combustible gastat, ocorregut el 22 de setembre de 2009, que va ser classificat com a nivell 1.
- El 22 de setembre de 2009, amb la central en parada per recàrrega, durant una inspecció de la capa d'òxid del combustible irradiat, es va desprendre el sub-element que s'estava comprovant i va copejar contra la plataforma de la màquina d'inspecció, des d'una altura d'uns 10 cm, sobre la qual va girar fins a jeure de forma horitzontal sobre els racks dels elements de combustible emmagatzemats en la piscina. El succés no va tenir repercussió per a les persones ni per al medi ambient. Va ser classificat com INES 1.[18]

### 2010
- El 13 de maig de 2010 es va comprovar que la instrumentació de nivell d'un dels dipòsits d'emmagatzematge del Sistema de Control Líquid de Reserva sofria una desviació en la lectura del volum del dipòsit, tant en Sala de Control com en l'indicador local, per la qual cosa el volum real en el dipòsit és inferior a l'especificat. Es va corregir el volum del dipòsit. Va ser classificat com INES 1.[19]

### 2011
- El 14 de gener de 2011 es va produir l'actuació en fals d'un monitor de radiació de la sala de control. Això va provocar el tancament de dues vàlvules d'aïllament, l'activació de l'extractor de la cafeteria i l'arrencada automàtica d'un dels sistemes de filtració d'emergència de la sala de control. Es va canviar el monitor afectat. Va ser classificat com INES 0.[20]
- El 7 de febrer de 2011 es va produir una fallada en l'obertura d'una vàlvula situada en la línia de recirculació del sistema daspersió' del nucli a alta pressió. La causa va ser fallada aleatòria en el relé que l'actua i que va ser substituït. Va ser classificat com INES 0.[20]
- El 15 de febrer de 2011 la Direcció de la central nuclear va declarar una alerta d'emergència davant la intrusió de quinze activistes de Greenpeace a la zona de les torres de refrigeració, lluny dels edificis nuclears de la planta, per denunciar la vulnerabilitat davant un possible atac a les centrals nuclears. En el moment de la intrusió es va trencar una tanca i dos vigilants de seguretat van resultar ferits lleus i altres dos van presentar contusions segons declaracions de la central nuclear i alguns guàrdies,[21] mentre que Greenpeace afirma que va realitzar una protesta pacífica i no va utilitzar la violència.[22][23] La central va avisar el CSN i va activar els procediments establerts en el pla de seguretat de la central i de les autoritats competents coordinades per la Delegació del Govern a la Comunitat Valenciana, prenent el control de la situació. Mentre va durar la intrusió, la central va seguir funcionant amb normalitat.[24][25]
- El 17 de juny de 2011 va arrencar automàticament la unitat de filtratge d'emergència de sala de control (tren A) a causa d'una anomalia en un relé del monitor de radiació d'aquesta sala.[26]
- El 25 setembre de 2011, durant la parada per recàrrega es va produir una avaria en el motor d'una de les vàlvules del sistema de refrigeració en parada.[20]
- El 07 d'octubre de 2011, durant la parada per recàrrega es va identificar una discrepància entre el mesurament de la instrumentació portàtil i la instrumentació fixa durant el procés de verificacions de cabal en el Sistema de Reserva de Tractament de Gasos.[20]
- El 29 de novembre de 2011 es va trencar la línia de drenatge d'una vàlvula de control de la turbina, provocant una pèrdua i augmentant la temperatura a l'interior de l'edifici on s'allotja. Va ser el desè succés notificable de l'any (classificat com de nivell 0). Es va produir una baixada de potència no programada de fins al 20%.[27][28]

### 2012
- El 22 d'abril de 2012, es va produir l'activació d'un detector de foc durant menys de 10 minuts produït per un conat d'incendi. Es va identificar la bobina d'un interruptor cremat que corresponia a un equip auxiliar del generador diesel III. El succés s'ha classificat de forma preliminar com a nivell 0.[29][30]

### 2024
La central va baixar la seva potència per evitar que la inestabilitat en la tensió de la xarxa causada per la caiguda de torres elèctriques per les inundacions causades durant la Gota freda de 2024 al País Valencià acabés provocant una parada automàtica i va actuar com a recollida de l'energia reactiva que es va generar per evitar una apagada general.